# Lễ hội đập trống
Lễ hội đập trống là một lễ hội của người Ma Coong, một tộc thuộc dân tộc Bru - Vân Kiều, tại Bố Trạch, miền tây Quảng Bình. Lễ hội đập trống mừng mùa trăng mới, đậm chất dân tộc, còn nguyên sơ chưa bị pha tạp còn mang nhiều bản sắc của dân tộc miền Tây Quảng Bình .

## Thời gian
Vào sáng ngày rằm (15) và ngày 16 tháng Giêng âm lịch hàng năm.

## Truyền thuyết
Những người già nói rằng, ngày xưa vùng đất của người Ma Coong đang ở xuất hiện một con khỉ ác màu vàng, hằng đêm nó thường vào rẫy của bà con dân bản ăn ngô, lúa. Khi có khỉ ác xuất hiện, người Ma Coong liên tục mất mùa, đau ốm. Dân làng quyết tâm phải đuổi con khỉ ác này đi. Và một hôm khỉ ác tìm đến bản, bà con đã khua trống đánh chiêng đuổi khỉ, tiếng trống tiếng chiêng của cộng đồng người Ma Coong cùng với sự giúp đỡ của Giàng mà khỉ ác đã phải rời xa vùng đất này và từ đó người làm được mùa, con cháu không còn đau ốm nữa. Và thế là lễ hội đập trống của người Ma Coong có từ khi đó.

## Phần lễ
Trên khoảnh sân rộng nhất của bản, dưới tán của cây cổ thụ, người làng xúm tay dựng một dãy nhà tranh nhỏ. Trong căn nhà chính làm nơi hành lễ, treo trang trọng chiếc trống. Khi đêm buông xuống, công việc chuẩn bị đã xong, mọi người tụm năm tụm ba chờ trăng lên.
Khi trăng nhú lên trên rặng núi sau lưng bản, đồ vật cúng được mang ra sắp đặt. Mâm cỗ cúng Giàng gồm có rượu hiêng, thịt gà nấu với chồi cây mây non, cá, xôi, ngọn cây mây, khúc thân cây đoác, một ít lúa gạo... Mỗi bản có một mâm và trong lễ cúng phải có 18 mâm cỗ như thế. Trách nhiệm làm mâm cỗ phải là người nhà của các già bản.
Cá để cúng Giàng được lấy từ khúc suối cấm, Vào khoảng tháng 5 dân bản ngăn con suối một đoạn và được quản lý nghiêm ngặt nếu ai vào đó đánh cá thì bị phạt rất nặng, khúc suối này chỉ được đánh bắt cá tự do sau khi lễ hội đập trống diễn ra.
Khi trăng lên ngửa đầu là lúc vào giờ khai lễ. Già làng đọc lời khấn cầu trời đất phù hộ cho dân bản sống yên lành, làm ăn no đủ, mùa màng bội thu... Xong phần hành lễ, lúa gạo được ném ra tứ phía, cầu mong thóc lúa về đầy bồ, đầy nương.

## Phần hội
Phần lễ kết thúc, là lúc tiếng trống hội mở màn vang lên từ tay đánh của một trong các thành viên chủ lễ. Lúc khoan thai, lúc thúc dồn dập tiếng trống cứ thế vang động cả núi rừng thăm thẳm. Mọi người bắt đầu xúm lại với những ché rượu cần, rượu hiêng. Men rượu nồng say bốc lên, những thanh niên khỏe mạnh giành nhau dùi và trổ tài đánh trống mạnh, đánh trống nhanh. Những người không tham gia đánh trống thì cầm tay nhau nhảy múa quanh đống lửa cháy sáng rực.
Trống hội được làm từ buổi sáng, tang trống được làm bằng thân cây gỗ lồi, da bịt mặt trống được lấy từ da bò, bịt trống bằng những cây mây già, chêm mặt trống cho căng là những thân tre già. Thanh niên thường là người khỏe mạnh nhất đánh trống. Trống phải đánh cho kỳ thủng trước khi trời sáng mới thôi, trời đất mới chứng giám cho lòng thành của mọi người, trong năm mới mới được mùa màng. Trống thủng càng sớm, thanh niên càng mau được dắt tay bạn tình vào rừng tình tự.
Vừa đánh trống, nhóm thanh niên la vang rừng: 
"Roa lữ Giàng ơi!" (sướng quá, vui quá trời ơi)
Đêm hội này còn được gọi là đêm "thả cửa"; nghĩa là mọi người, không kể lạ quen, người bản này bản kia, tất cả đều được dắt tay nhau vào rừng chuyện trò, tình tự. Khi mặt trống bị đánh vỡ, thanh niên nam nữ cùng dắt tay nhau lẩn vào rừng sâu. Sau mùa lễ hội không biết bao nhiêu đôi bạn tình lại nên vợ nên chồng.